# Piecki (gromada w powiecie inowrocławskim)
Piecki – dawna gromada, czyli najmniejsza jednostka podziału terytorialnego Polskiej Rzeczypospolitej Ludowej w latach 1954–1972.
Gromady, z gromadzkimi radami narodowymi (GRN) jako organami władzy najniższego stopnia na wsi, funkcjonowały od reformy reorganizującej administrację wiejską przeprowadzonej jesienią 1954 do momentu ich zniesienia z dniem 1 stycznia 1973, tym samym wypierając organizację gminną w latach 1954–1972.
Gromadę Piecki z siedzibą GRN w Pieckach utworzono 31 grudnia 1959 w powiecie inowrocławskim w woj. bydgoskim z obszarów zniesionych gromad Wola Wapowska i Bachorce (bez wsi Głębokie) w tymże powiecie.
W 1961 roku gromada miała 23 członków gromadzkiej rady narodowej.
Gromada przetrwała do końca 1972 roku, czyli do kolejnej reformy gminnej.